# Медуин, Терри
Теренс Кемерон Медуин (англ. Terence Cameron Medwin; 25 сентября 1932, Суонси — 1 мая 2024, Суонси) — валлийский футболист, правый крайний нападающий.

## Клубная карьера
Во взрослом футболе дебютировал в 1949 году выступлениями за «Суонси Сити», в котором провёл семь сезонов, принял участие в 148 матчах чемпионата и забил 60 мячей. Большинство времени, проведённого в составе «лебедей», был основным игроком защиты команды. В составе «Суонси Сити» был одним из главных бомбардиров команды, имея среднюю результативность на уровне 0,41 гола за игру первенства.
К составу клуба «Тоттенхэм Хотспур» присоединился в 1956 году, в котором и завершил карьеру, сыграв перед тем за лондонский клуб 197 матчей в национальном чемпионате и забив 65 голов.

## Выступления за сборную
В 1953 году дебютировал в официальных матчах в составе национальной сборной Уэльса. Всего провёл в форме главной команды страны 30 матчей и забил 6 голов. В составе сборной был участником чемпионата мира 1958 года в Швеции.

## Тренерская карьера
После того, как его игровая карьера закончилась, Медуин руководил ФК «Чешант» (Хартфордшир), тренировал в «Кардифф Сити», «Фулхэме», «Норвич Сити» и был помощником Джона Тошака в «Суонси». В 1971 году он вошёл в тренерский штаб Дэйва Боуэна, возглавлявший экспериментальный состав сборной Уэльса (Уэльс XI) во время турне по по Азии и Океании.
Умер утром 1 мая 2024 года в возрасте 91 года.